# ستارلوكس للطيران
ستارلوكس للطيران (بالإنجليزية: Starlux Airlines)‏ هي شركة طيران دولية تأسست عام 2016، ويقع مقرها الرئيسي في تايبيه بتايوان، قامت بتشغيل أول رحلة لها من تايبيه إلى ماكاو في 23 يناير 2020.

## تاريخ
سجلت الشركة في وزارة الشئون الاقتصادية بتايوان عام 2016، وهو الأمر الذي أكده تشانج كو-وي في 30 نوفمبر 2016. ثم أصبحت مُسجلة لدى إدارة الطيران المدني التايوانية في النصف الأول من عام 2017، وكان من المُقرر في أواخر 2016 أن تبدأ الشركة عملياتها في عام 2018. فيما تلقت وزارة الشئون الاقتصادية التايوانية طلبًا رسميًا لتأسيس شركة الطيران تحت اسم ستارلوكس للطيران في 22 مايو 2017. وفي مقابلة في عام 2017، كان من المُتوقع أن تبدأ شركة الطيران عملياتها بحلول نهاية عام 2019، على الرغم من أنه في يناير 2019، صرح تشانج أن شركة ستارلوكس للطيران سوف تنطلق في يناير 2020.
في مارس 2019، أعلنت شركة الطيران عن بدء رحلاتها إلى أوروبا وأمريكا الشمالية، بالإضافة إلى وجهات آسيوية مُختارة مع 17 طائرة إيرباص: 5 طائرات إيرباص إيه 350-900 و12 طائرة إيرباص A350-1000. في سبتمبر 2019، أعلنت شركة الطيران عن الوجهات الأولى التي ستطلقها في دا نانغ وماكاو وبينانق في 23 يناير 2020. كما أعلنت شركة الطيران عن خططها لإضافة 10 طائرات من طراز إيرباص إيه 321 نيو إلى أسطولها لخدمة خطوطها الآسيوية.وانطلقت أول طائرة من طراز إيرباص إيه 320 نيو من هامبورغ في ألمانيا 25 أكتوبر 2019، والتي وصلت إلى مقر الشركة في مطار تايوان تاويوان الدولي في 29 أكتوبر بعد توقفها في دبي وبانكوك. في 10 ديسمبر 2019، تلقت ستارلوكس شهادة المُشغل الجوي من إدارة الطيران المدني التايوانية، تلاها الافتتاح الرسمي للحجوزات في 16 ديسمبر 2019 لبدء الخدمات في الشهر التالي.